# Bánh chuối
Le bánh chuối, qui signifie « gâteau de banane ». est un dessert sucré d'origine vietnamienne à base de bananes, parfois assimilé à un pudding au pain. Ses composants peuvent varier, mais il se prépare souvent avec des bananes ou des plantains mûrs, du lait de coco, de la farine de riz, du sucre, du pain, de la jeune noix de coco râpée, du beurre, du lait concentré, des œufs et de l'extrait de vanille. Dans cette recette, la banane cuite est souvent de couleur rouge violacée.

## Préparation
Deux méthodes existent.

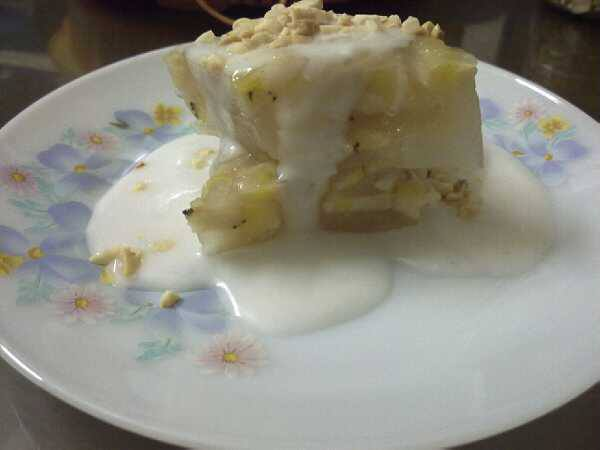
Bánh chuối cuit à la vapeur avec du lait de coco.

Le bánh chuối nướng (littéralement « gâteau à la banane cuit au four ») est cuit dans une poêle au four, ce qui lui donne une couleur dorée à l’extérieur et la rend croustillante.
Le bánh chuối hấp (littéralement « gâteau à la banane cuit à la vapeur ») ressemble à la version cuite au four, mais on ajoute un peu d'amidon de riz avant la cuisson à la vapeur. L'extérieur n'est pas de couleur dorée.

## Variantes
Le bánh chuối chiên se vend fréquemment sous forme de beignet de banane aplatie et de riz gluant.
Le nánh chuối khoai contient des tranches de patate douce.